# Cup of Russia de 2005
Cup of Russia de 2005 foi a décima edição da Cup of Russia, um evento anual de patinação artística no gelo organizado pela Federação de Patinação Artística da Rússia (em russo:  Федерация фигурного катания на коньках Росси), e que fez parte do Grand Prix de 2005–06. A competição foi disputada entre os dias 1 de dezembro e 4 de dezembro, na cidade de São Petersburgo, Rússia.

## Eventos
- Individual masculino
- Individual feminino
- Duplas
- Dança no gelo

## Medalhistas
| Evento                        | Ouro                                        | Prata                                    | Bronze                                     |
| Individual masculino detalhes | Evgeni Plushenko · Rússia                   | Stéphane Lambiel · Suíça                 | Johnny Weir · Estados Unidos               |
| Individual feminino detalhes  | Irina Slutskaya · Rússia                    | Miki Ando · Japão                        | Yoshie Onda · Japão                        |
| Duplas detalhes               | Tatiana Totmianina · Maxim Marinin · Rússia | Julia Obertas · Sergei Slavnov · Rússia  | Dorota Zagorska · Mariusz Siudek · Polônia |
| Dança no gelo detalhes        | Tatiana Navka · Roman Kostomarov · Rússia   | Galit Chait · Sergei Sakhnovski · Israel | Oksana Domnina · Maxim Shabalin · Rússia   |

## Resultados

### Individual masculino
| Pos.              | Nome                 | Nacionalidade  | Pontos | PC         | PL          |
| ----------------- | -------------------- | -------------- | ------ | ---------- | ----------- |
| Medalha de ouro   | Evgeni Plushenko     | Rússia         | 241.80 | 87.20 (1)  | 154.60 (1)  |
| Medalha de prata  | Stéphane Lambiel     | Suíça          | 225.55 | 78.35 (2)  | 147.20 (2)  |
| Medalha de bronze | Johnny Weir          | Estados Unidos | 206.79 | 75.15 (3)  | 131.64 (4)  |
| 4                 | Stefan Lindemann     | Alemanha       | 194.63 | 68.65 (4)  | 125.98 (6)  |
| 5                 | Frédéric Dambier     | França         | 193.65 | 59.75 (7)  | 133.90 (3)  |
| 6                 | Alban Préaubert      | França         | 186.50 | 61.70 (5)  | 124.80 (7)  |
| 7                 | Shawn Sawyer         | Canadá         | 185.65 | 57.35 (9)  | 128.30 (5)  |
| 8                 | Yasuharu Nanri       | Japão          | 168.79 | 59.85 (6)  | 108.94 (8)  |
| 9                 | Ilia Klimkin         | Rússia         | 165.35 | 59.55 (8)  | 105.80 (9)  |
| 10                | Sergei Dobrin        | Rússia         | 159.43 | 56.09 (10) | 103.34 (10) |
| 11                | Kristoffer Berntsson | Suécia         | 156.17 | 55.37 (11) | 100.80 (11) |
| 12                | Gao Song             | China          | 140.31 | 52.53 (12) | 87.78 (12)  |

### Individual feminino
| Pos.              | Nome                    | Nacionalidade  | Pontos | PC         | PL         |
| ----------------- | ----------------------- | -------------- | ------ | ---------- | ---------- |
| Medalha de ouro   | Irina Slutskaya         | Rússia         | 198.06 | 67.58 (1)  | 130.48 (1) |
| Medalha de prata  | Miki Ando               | Japão          | 172.30 | 60.76 (2)  | 111.54 (2) |
| Medalha de bronze | Yoshie Onda             | Japão          | 142.40 | 47.56 (3)  | 94.84 (3)  |
| 4                 | Susanna Pöykiö          | Finlândia      | 131.30 | 45.94 (5)  | 85.36 (4)  |
| 5                 | Emily Hughes            | Estados Unidos | 125.76 | 46.56 (4)  | 79.20 (7)  |
| 6                 | Júlia Sebestyén         | Hungria        | 124.38 | 43.38 (7)  | 81.00 (5)  |
| 7                 | Anastasia Gimazetdinova | Uzbequistão    | 121.96 | 41.70 (8)  | 80.26 (6)  |
| 8                 | Amber Corwin            | Estados Unidos | 115.00 | 40.30 (9)  | 74.70 (8)  |
| 9                 | Hou Na                  | China          | 107.62 | 44.48 (6)  | 63.14 (10) |
| 10                | Tatiana Basova          | Rússia         | 102.76 | 29.96 (10) | 72.80 (9)  |

### Duplas
| Pos.              | Nome                               | Nacionalidade  | Pontos | PC        | PL         |
| ----------------- | ---------------------------------- | -------------- | ------ | --------- | ---------- |
| Medalha de ouro   | Tatiana Totmianina / Maxim Marinin | Rússia         | 197.92 | 64.62 (1) | 133.30 (1) |
| Medalha de prata  | Julia Obertas / Sergei Slavnov     | Rússia         | 175.60 | 57.62 (2) | 117.98 (2) |
| Medalha de bronze | Dorota Zagorska / Mariusz Siudek   | Polônia        | 161.74 | 57.24 (3) | 104.50 (3) |
| 4                 | Maria Mukhortova / Maxim Trankov   | Rússia         | 146.42 | 49.24 (4) | 97.18 (4)  |
| 5                 | Elizabeth Putnam / Sean Wirtz      | Canadá         | 138.66 | 45.76 (7) | 92.90 (5)  |
| 6                 | Angelika Pylkina / Niklas Hogner   | Suécia         | 134.80 | 45.78 (6) | 89.02 (6)  |
| 7                 | Brittany Vise / Nicholas Kole      | Estados Unidos | 134.24 | 46.78 (5) | 87.46 (7)  |
| 8                 | Brooke Castile / Benjamin Okolski  | Estados Unidos | 132.86 | 45.54 (8) | 87.32 (8)  |
| 9                 | Eva-Maria Fitze / Rico Rex         | Alemanha       | 127.54 | 43.14 (9) | 84.40 (9)  |

### Dança no gelo
| Pos.              | Nome                                     | Nacionalidade  | Pontos | DC         | DO         | DL         |
| ----------------- | ---------------------------------------- | -------------- | ------ | ---------- | ---------- | ---------- |
| Medalha de ouro   | Tatiana Navka / Roman Kostomarov         | Rússia         | 200.91 | 38.72 (1)  | 59.38 (1)  | 102.81 (1) |
| Medalha de prata  | Galit Chait / Sergei Sakhnovski          | Israel         | 184.65 | 35.03 (2)  | 55.57 (2)  | 94.05 (2)  |
| Medalha de bronze | Oksana Domnina / Maxim Shabalin          | Rússia         | 176.69 | 32.35 (3)  | 54.15 (3)  | 90.19 (3)  |
| 4                 | Melissa Gregory / Denis Petukhov         | Estados Unidos | 159.83 | 29.62 (4)  | 46.78 (5)  | 83.43 (4)  |
| 5                 | Nathalie Péchalat / Fabian Bourzat       | França         | 155.59 | 28.00 (5)  | 47.63 (4)  | 79.96 (5)  |
| 6                 | Olga Orlova / Vitali Novikov             | Rússia         | 148.78 | 25.05 (8)  | 46.54 (6)  | 77.19 (6)  |
| 7                 | Loren Galler-Rabinowitz / David Mitchell | Estados Unidos | 143.32 | 26.55 (6)  | 43.11 (7)  | 73.66 (7)  |
| 8                 | Alexandra Kauc / Michał Zych             | Polônia        | 135.45 | 25.15 (7)  | 39.36 (10) | 70.94 (8)  |
| 9                 | Alessia Aureli / Andrea Vaturi           | Itália         | 132.58 | 24.66 (9)  | 40.30 (9)  | 67.62 (9)  |
| 10                | Siobhan Karam / Joshua McGrath           | Canadá         | 130.72 | 23.85 (10) | 40.77 (8)  | 66.10 (10) |
| 11                | Nakako Tsuzuki / Kenji Miyamoto          | Japão          | 123.01 | 22.65 (11) | 37.30 (11) | 63.06 (11) |

## Quadro de medalhas
| Ordem | País           | Medalha de ouro | Medalha de prata | Medalha de bronze |    | Ordem por total |
| ----- | -------------- | --------------- | ---------------- | ----------------- | -- | --------------- |
| 1     | Rússia         | 4               | 1                | 1                 | 6  | 1               |
| 2     | Japão          |                 | 1                | 1                 | 2  | 2               |
| 3     | Israel         |                 | 1                |                   | 1  | 3               |
| 3     | Suíça          |                 | 1                |                   | 1  | 3               |
| 5     | Estados Unidos |                 |                  | 1                 | 1  | 3               |
| 5     | Polônia        |                 |                  | 1                 | 1  | 3               |
| TOTAL | TOTAL          | 4               | 4                | 4                 | 12 | —               |